# مقدم خشبة المسرح
مُقدَّم خشبة المسرح أو الإطار المسرحي (باليونانية: προσκήνιον)‏ (بالإنجليزية: Proscenium)‏ (نقحرة: بروسينيوم) هو المستوى الرأسي المجازي للفضاء في المسرح (هي المساحة التي ينظر إليها الجمهور أثناء الأداء المسرحي، والتي تحدها ستارة المسرح من أعلى ومن الجانبين، وتحدها خشبة المسرح من الاسفل).

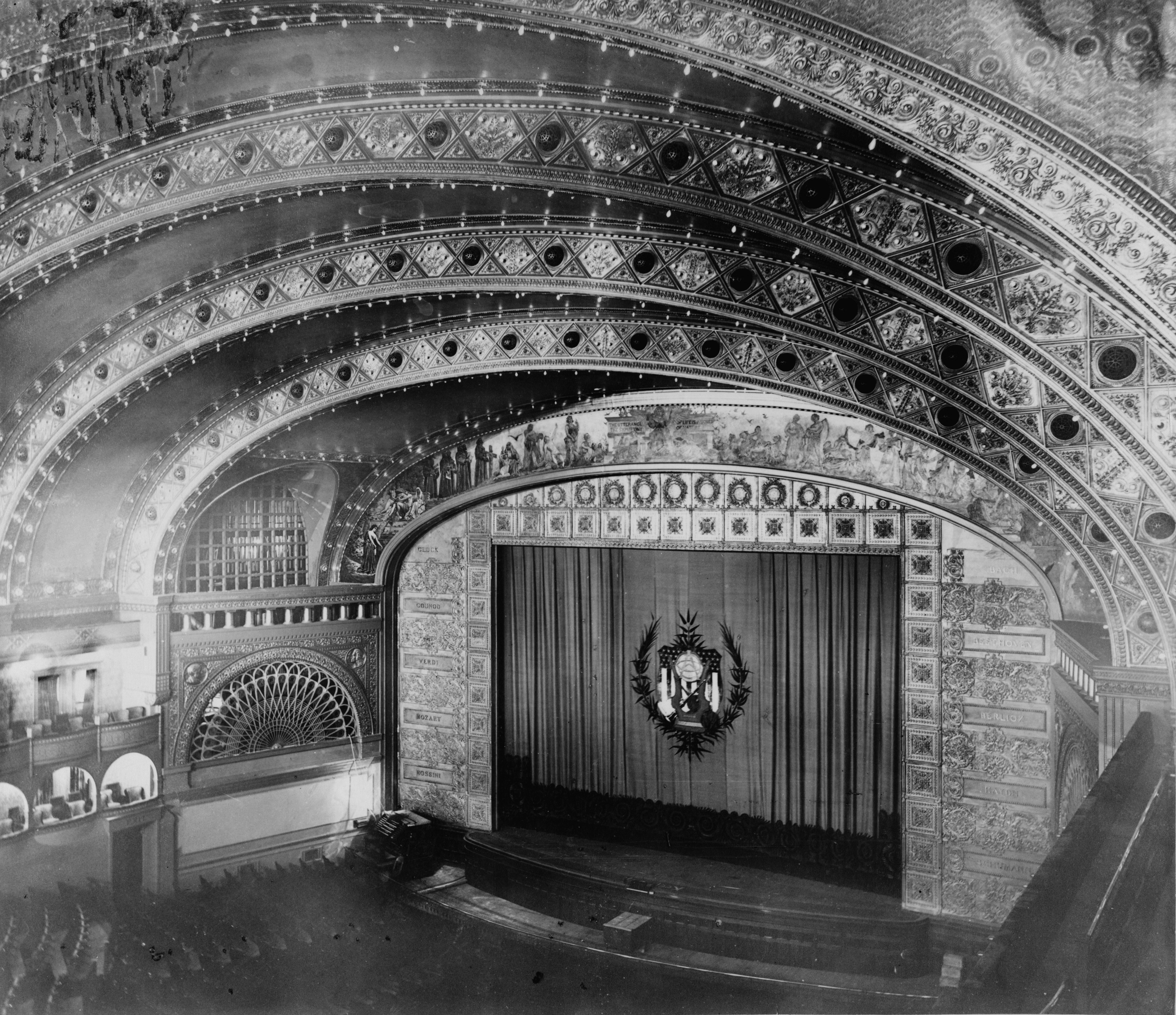
قوس الخشبة في قاعة استماع في شيكاغو. قوس الخشبة هو الإطار المُزَيَّن ببلاط مربع الذي يُشكِّل المستطيل الرأسي الذي يفصل المسرح (غالباً خلف الستارة المنخفضة) عن القاعة (التي بها المقاعد)

يمكن عد قوس الخشبة بناءًا اجتماعيًا يفصل الممثلين وعالمهم المسرحي عن الجمهور الذي جاء ليشاهد العرض، ويخلق قوس مقدم «نافذة» حول المشهد وفناني الأداء.
ما كان قوس الخشبة موجودًا في المسرح اليوناني والروماني القديم، ومع ذلك كان الجمهور يشاهد من الأمام، وليس من الجانبين أو الخلف.
أقدم قوس خشبة مسرح موجود حتى الآن يوجد في مسرح فرنيزي بمدينة برمة الإيطالية منذ عام 1618. أصبح قوس الخشبة سمة مهمة للمسرح الأوربّي التقليدي، وغالبًا ما يصبح كبيرًا جدًا ومفصلًا.

## وصلات خارجية
- مميزات وعيوب فضاء المسرح.
- أنواع القوس المسرحي.
- مسـرح البروسـينيـوم المعاصر.
- تعريف خشبة المسرح.